# Cendrikhügel
Der Cendrikhügel ist ein 2300 m hoher Hügel in der Explorers Range der Bowers Mountains im ostantarktischen Viktorialand. Er ragt nordöstlich des Mount Hager auf.
Wissenschaftler der deutschen Expedition GANOVEX III (1982–1983) nahmen seine Benennung vor. Namensgeber ist die Figur Cendrik aus dem Roman Shardik des britischen Schriftstellers Richard Adams aus dem Jahr 1974.